# Velvet Colección
Velvet Colección fue una serie de televisión española producida por Movistar+, en colaboración con Bambú Producciones, que gira en torno a la apertura de una nueva sede de  Velvet en Barcelona, con un elenco coral dónde destacan Marta Hazas, Javier Rey, Asier Etxeandía, Adrián Lastra, Fernando Guallar, Mónica Cruz, Aitana Sánchez-Gijón, Adriana Ozores e Imanol Arias, entre otros.
El estreno de la primera temporada tuvo lugar el jueves 21 de septiembre de 2017 en #0, pasando los restantes 9 episodios a estar disponibles en el servicio bajo demanda cada viernes y, además, con una emisión semanal dominical en #0.
El 4 de octubre de 2017 se confirma que la serie renueva por una segunda temporada tras los buenos datos de audiencia. El 11 de septiembre de 2018 se confirmó que la serie tendría una tercera y última temporada en Movistar. El 8 de marzo de 2019, Movistar+ cancela la grabación de la nueva temporada y la sustituye por un especial que serviría de cierre de la serie y se estrenaría en la Navidad de 2019.
En Italia, Rai 1, que ya emitió Velvet con éxito, estrena por primera vez en abierto la serie el 3 de julio de 2018; si la primera temporada tuvo bastante éxito, la segunda fue cancelada después dos episodios, y publicada en RaiPlay.

## Sinopsis
1967, después de dos años viviendo en Nueva York junto a Alberto y su hijo, Ana Ribera vuelve a España para dar un paso más en su proyecto. Alberto y ella han liderado la compañía a distancia y han conseguido, con la ayuda de todos sus compañeros y amigos, que Velvet siga siendo referencia de moda e innovación. 
Ahora la empresa ha abierto una nueva sucursal en el Paseo de Gracia de Barcelona, y todos los protagonistas dejarán Madrid para trasladarse a Barcelona y así seguir expandiendo Velvet.

## Historia
La serie es un spin-off de la serie de Antena 3, Velvet, pero esta vez protagonizada por Marta Hazas, que ya participó en las cuatro temporadas de la serie predecesora, y no por Paula Echevarría.
A principios de 2017 se confirmó el elenco que seguía tras el final de Velvet. Continuaron en el proyecto con los mismos personajes de la precuela Marta Hazas (Clara), Javier Rey (Mateo), Aitana Sánchez-Gijón (Blanca), Asier Etxeandia (Raúl), Llorenç González (Jonás), Adrián Lastra (Pedro), Diego Martín (Enrique), Paula Echevarría (Ana Ribera), José Sacristán (Emilio) y Aitor Luna (Humberto).
Más tarde se confirmó que Imanol Arias y Adriana Ozores interpretarían al matrimonio Godó-Rey. Esa misma semana se confirmó que Andrea Duro, Mónica Cruz y Marta Torné estarían en el proyecto formando parte del reparto principal. 
A principios de junio se confirmó que Nacho Montes se incorporaba a la serie para interpretar a Manolito en su etapa adulta y que tras su baja maternal la actriz Megan Montaner se incorporarían al rodaje de la serie para interpretar a Elena, una vieja conocida de Sergio (Fernando Guallar).
En el primer tráiler que lanzó Movistar+ se anunció que Aitor Luna y Fernando Guallar formarían parte de la primera temporada de la serie, interpretando a Humberto Santamaría, viejo conocido de Raúl; y a Sergio hijo de Eduardo y Macarena. 
En agosto de 2017 se confirmó que la actriz y presentadora Patricia Conde tendría un personaje recurrente durante la primera temporada de la serie.
En junio de 2018 se anunció que el actor José Sacristán regresaría a la serie para interpretar de nuevo a Emilio, pero esta vez en forma de fantasma, ya que el personaje murió al principio de la primera temporada. En agosto de 2018 se anunció que la actriz Manuela Velasco se incorporaba al elenco de la segunda temporada de la serie volviendo a interpretar el personaje de Cristina Otegui, que ya interpretó en Velvet.
El 14 de junio de 2019 se anuncia que Miguel Ángel Silvestre, Maxi Iglesias y Paula Echevarría vuelven para el capítulo final de la serie recuperando sus personajes, Alberto, Max y Ana respectivamente. Unos días más tarde también se anunció la vuelta de Cecilia Freire que volvería a interpretar a Rita.
A partir del 20 de diciembre de 2019, Movistar + emitirá el capítulo final de Velvet Colección. El final de la producción contará con los regresos de varios personajes. Volverán Alberto Márquez (Miguel Ángel Silvestre) y Ana Ribera (Paula Echevarría). También reaparecerán para decir adiós Rita Montesinos (Cecilia Freire) y Máx Expósito (Maxi Iglesias).

## Reparto

### 1ª temporada

#### Reparto principal
- Marta Hazas - Clara Montesinos Martín
- Asier Etxeandía - Raúl de la Riva
- Adrián Lastra - Pedro Infantes
- Diego Martín - Enrique Otegui
- Fernando Guallar - Sergio Godó Rey
- Llorenç González - Jonás Infantes (Episodio 2 - Episodio 10)
- Megan Montaner - Elena Pons (Episodio 5 - Episodio 10)
- Mónica Cruz - Carmela Cortés Vargas "La Emperatriz" (Episodio 3 - Episodio 4; Episodio 6 - Episodio 9)
- Marta Torné - Paloma Oliver García
- Andrea Duro - Marie Leduc (Episodio 2 - Episodio 10)
- Ignacio Montes - Manuel "Manolito" Infantes Blázquez
- Paula Usero - Inés (Episodio 1; Episodio 3 - Episodio 10)
- Lucía Díez - Lourdes "Lourditas" Otegui de Senillosa (Episodio 4 - Episodio 10)

Con la colaboración especial de
- Aitana Sánchez-Gijón - Blanca Soto Fernández (Episodio 1 - Episodio 4)
- Adriana Ozores - Macarena Rey (Episodio 2 - Episodio 10)
- Imanol Arias como Eduard Godó

#### Reparto recurrente
Con la participación de
- Aina Clotet - Roser Godó Rey (Episodio 2; Episodio 4 - Episodio 7; Episodio 10)
- José Sospedra - Pau Godó Rey (Episodio 2; Episodio 4 - Episodio 7; Episodio 10)
- Raúl Prieto - Rafael "Rafa" Cortés Vargas "El Aguja" (Episodio 3 - Episodio 4; Episodio 6 - Episodio 10)
- Manuel de Blas - Gerardo (Episodio 6; Episodio 8)

Con la colaboración especial de
- Miriam Giovanelli - Patricia "Patty" Márquez Campos (Episodio 10)
- Marian Álvarez - Diana Pastor (Episodio 9 - Episodio 10)
- Javier Rey - Mateo Ruiz Lagasca (Episodio 1 - Episodio 3; Episodio 7; Episodio 9 - Episodio 10)
- Patricia Conde - Brigitte Bardot (Episodio 7 - Episodio 8)
- Kiti Mánver - Consuelo Martín (Episodio 7)
- Aitor Luna - Humberto Santamaría (Episodio 4 - Episodio 5)
- Paula Echevarría - Ana Ribera López (Episodio 1 - Episodio 3)
- José Sacristán - Emilio López † (Episodio 1 - Episodio 2)

Con la aparición especial de
- Amaia Salamanca - Bárbara de Senillosa (Episodio 4)

#### Reparto episódico
- Álvaro Rico - Nicolás (Episodio 3 - Episodio 7; Episodio 9 - Episodio 10)
- Richard García - Françoise (Episodio 10)
- Pedro Jiménez (Episodio 3 - Episodio 4; Episodio 8 - Episodio 10)
- Carlos Jiménez (Episodio 3 - Episodio 4; Episodio 8 - Episodio 10)
- Amador Losada Montoya (Episodio 4; Episodio 8 - Episodio 10)
- Maite Maya (Episodio 8 - Episodio 10)
- Juan Jiménez (Episodio 9 - Episodio 10)
- Diego Klein - Cura (Episodio 10)
- Domingo Hurtado - Fotógrafo (Episodio 10)
- Rubén Ruiz Miranda - Paco (Episodio 3 - Episodio 4; Episodio 6; Episodio 8 - Episodio 9)
- Ángela Vega - Azucena (Episodio 3 - Episodio 6; Episodio 8 - Episodio 9)
- Manuel Gancedo - Martorell (Episodio 7; Episodio 9)
- Félix Cifuentes - Jorge Infantes Montesinos (Episodio 7; Episodio 9)
- Adrián Fernández - Miguel Infantes Montesinos (Episodio 7; Episodio 9)
- María José Sampe Carrasco (Episodio 4; Episodio 9)
- Marcos Morales (Episodio 9)
- Juan Pozo (Episodio 9)
- Cristina García (Episodio 9)
- Mariano Lozano (Episodio 9)
- Gabriel Ignacio - Policía francés (Episodio 9)
- Timothy Cordukes - Pierre (Episodio 8)
- Manuel Sánchez Arillo - Serafín Quinteiro (Episodio 8)
- Lupe Cartié Roda - Mercedes (Episodio 8)
- Javier Mejía - Director (Episodio 7)
- Oliver Morellón - Ayudante (Episodio 7)
- Miquel Mars - Guarda (Episodio 7)
- Álvaro Doñate - Recepcionista Hotel (Episodio 4; Episodio 6)
- Tato Loche - Periodista (Episodio 6)
- Toni Ruiz - Periodista (Episodio 6)
- Elena Ventosa - Clienta (Episodio 5)
- Luis Perezagua - Rodrigo (Episodio 4)
- Jesús Enrique González (Episodio 3 - Episodio 4)
- Leticia Teresa Zugazaga (Episodio 4)
- Jacinto Bobo - Camarero (Episodio 4)
- Laura Baena - Gitana (Episodio 4)
- Alicia Garau - Doncella Nico (Episodio 4)
- Yara Puebla - Lupe (Episodio 1; Episodio 3)
- José Ramón Pardo - Francisco (Episodio 3)
- David Mora - Invitado (Episodio 2)
- Manuel Gonzalo - Camionero (Episodio 2)
- Carmen Baquero - Camarera Habitación (Episodio 1)
- Joshean Mauleón - Recepcionista Hotel (Episodio 1)
- Paco Ochoa - Cura Cementerio (Episodio 1)
- Dafnis Balduz - Representante Giuliano (Episodio 1)
- Jorge San José - Periodista 1 (Episodio 1)
- Rafa Ordorika - Periodista 2 (Episodio 1)
- Catalia Sopelana - Costurera Taller Manresa (Episodio 1)

### 2ª temporada

#### Reparto principal
- Marta Hazas - Clara Montesinos Martín
- Asier Etxeandía - Raúl de la Riva
- Adrián Lastra - Pedro Infantes
- Diego Martín - Enrique Otegui
- Javier Rey - Mateo Ruiz Lagasca
- Fernando Guallar - Sergio Godó Rey
- Llorenç González - Jonás Infantes
- Megan Montaner - Elena Pons
- Marta Torné - Paloma Oliver García
- Andrea Duro - Marie Leduc
- Ignacio Montes - Manuel "Manolito" Infantes Blázquez
- Paula Usero - Inés

Con la colaboración especial de
- Adriana Ozores - Macarena Rey
- Imanol Arias como Eduard Godó

#### Reparto recurrente
Con la participación de
- Aia Kruse - Juliette (Episodio 13/3 - Episodio 20/10)
- Noelia Castaño - Farah Diba (Episodio 11/1; Episodio 17/7; Episodio 20/10)
- Dani Muriel - Antonio Godino (Episodio 12/2 - Episodio 14/4; Episodio 19/9)
- Daniel Lundh - Guía (Episodio 15/5)
- Lucía Díez - Lourdes "Lourditas" Otegui de Senillosa (Episodio 11/1 - Episodio 13/3)
- Ignacio Rosado - Joan (Episodio 12/2)

Con la colaboración de
- Toni Agustí - Julián Sarmiento (Episodio 11/1; Episodio 13/3 - Episodio 20/10)
- Raúl Fernández de Pablo - Jesús Navarro (Episodio 11/1 - Episodio 12/2; Episodio 15/5; Episodio 18/8)
- Raúl Prieto - Rafael "Rafa" Cortés Vargas "El Aguja" (Episodio 11/1 - Episodio 13/3)
- Fanny Gautier - Mercé (Episodio 12/2)

Con la colaboración especial de
- Aitana Sánchez-Gijón - Blanca Soto Fernández (Episodio 15/5 - Episodio 20/10)
- Marian Álvarez - Diana Pastor (Episodio 11/1; Episodio 13/3 - Episodio 20/10)
- Andrés Velencoso - Omar Ahmadi (Episodio 11/1 - Episodio 20/10)
- Manuela Velasco - Cristina Otegui (Episodio 13/3 - Episodio 14/4; Episodio 18/8 - Episodio 20/10)
- Mónica Cruz - Carmela Cortés Vargas "La Emperatriz" (Episodio 13/3; Episodio 19/9 - Episodio 20/10)
- José Sacristán - Emilio López † (Episodio 13/3 - Episodio 16/6)
- Marisa Berenson - Sandra Petribello (Episodio 13/3 - Episodio 14/4)
- Miriam Giovanelli - Patricia "Patty" Márquez Campos (Episodio 11/1 - Episodio 13/3)

#### Reparto episódico
- Rubén Ruiz Miranda - Paco (Episodio 19/9 - Episodio 20/10)
- Félix Cifuentes - Jorge Infantes Montesinos (Episodio 20/10)
- Adrián Fernández - Miguel Infantes Montesinos (Episodio 20/10)
- Karim El-Kerem - Secretario de Omar Ahmadi (Episodio 11/1 - Episodio 12/2; Episodio 14/4 - Episodio 15/5; Episodio 17/7; Episodio 20/10)
- Ángela Vega - Azucena (Episodio 13/3; Episodio 19/9 - Episodio 20/10)
- Kaabil Sekali - Escolta Reina (Episodio 16/6 - Episodio 17/7; Episodio 20/10)
- Alex O'Brien - Policía (Episodio 20/10)
- David Pinilla - Sacerdote (Episodio 20/10)
- Asier Olaizola - Doctor (Episodio 16/6; Episodio 19/9)
- Manuel Sánchez - Abogado (Episodio 19/9)
- Anastasia Fauteck - Marta (Episodio 12/2; Episodio 15/5; Episodio 18/8)
- Antonio Gómez - Joserra (Episodio 17/7 - Episodio 18/8)
- Ione Irazábal - Directora (Episodio 18/8)
- Ibrahim Ibnou Goush - Recepcionista (Episodio 17/7)
- David Ordinas - Funcionario Aduana (Episodio 17/7)
- Ben Zahra - Babak (Episodio 16/6)
- Eugenio Villota - Perito (Episodio 16/6)
- Enrique Asenjo - Doctor (Episodio 11/1 - Episodio 15/5)
- Julio Perillán - Abogado (Episodio 14/4)
- Kevin Medina - Empleado banca (Episodio 13/3)
- Jimmy Shaw - Brian (Episodio 12/2)
- Paula Bares - Enfermera (Episodio 11/1 - Episodio 12/2)
- Pilar Massa - Florista (Episodio 12/2)
- Macarena Hoffmann - Sarah (Episodio 11/1)
- Tania Watson - Elaine (Episodio 11/1)

### Especial:Una Navidad para recordar

#### Reparto principal
- Marta Hazas - Clara Montesinos Martín
- Asier Etxeandía - Raúl de la Riva
- Adrián Lastra - Pedro Infantes
- Javier Rey - Mateo Ruiz Lagasca
- Llorenç González - Jonás Infantes
- Andrea Duro - Marie Leduc
- Fernando Guallar - Sergio Godó Rey
- Diego Martín - Enrique Otegui
- Andrés Velencoso - Omar Ahmadi
- Maxi Iglesias - Maximiliano "Max" Expósito
- Marta Torné - Paloma Oliver García
- Toni Agustí - Julián Sarmiento
- Miriam Giovanelli - Patricia "Patty" Márquez Campos
- Aitana Sánchez-Gijón - Blanca Soto Fernández
- Adriana Ozores - Macarena Rey
- Imanol Arias – Eduard Godó

#### Reparto recurrente
Con la colaboración especial de
- Miguel Ángel Silvestre - Alberto Márquez Navarro
- Paula Echevarría - Ana Ribera López
- Cecilia Freire - Margarita "Rita" Montesinos Martín †
- José Sacristán - Emilio López †

#### Reparto episódico
- Seve Montoro - Menelik
- Rut Santamaría - Pepita
- Félix Cifuentes - Jorge Infantes Montesinos
- Pablo Gómez-Pando - Pablo
- Carlos Manuel Díaz- Doctor Ortega
- Gustavo Ron Jr. - Niño rosal
- Pep Sais - Abuelo niño rosal
- Max Marieges - Representante Singer
- Laura Quirós - Niña coro

## Temporadas y episodios
| Temporada | Temporada | Episodios | Estreno                  | Final                   | Audiencia media | Audiencia media | Audiencia media |
| Temporada | Temporada | Episodios | Estreno                  | Final                   | Espectadores    | Cuota           |                 |
| --------- | --------- | --------- | ------------------------ | ----------------------- | --------------- | --------------- | --------------- |
|           | 1         | 10        | 22 de septiembre de 2017 | 24 de noviembre de 2017 |                 |                 |                 |
|           | 2         | 10        | 14 de septiembre de 2018 | 12 de octubre de 2018   |                 |                 |                 |
|           | E         | 1         | 20 de diciembre de 2019  | 20 de diciembre de 2019 |                 |                 |                 |
| Total     | Total     | 21        | 2017                     | 2019                    |                 |                 |                 |

### Primera temporada (2017)
| N.º (serie) | N.º (temp.) | Título                      | Director(es)      | Fecha de emisión en #0   | Audiencia     |
| ----------- | ----------- | --------------------------- | ----------------- | ------------------------ | ------------- |
| 1           | 1           | «Nuevos Horizontes»         | Gustavo Ron       | 21 de septiembre de 2017 | 80 000 (0,5%) |
| 2           | 2           | «Mucho más que un recuerdo» | Gustavo Ron       | 1 de octubre de 2017     | 73 000 (0,5%) |
| 3           | 3           | «La emperatriz»             | Gustavo Ron       | 8 de octubre de 2017     | 67 000 (0,4%) |
| 4           | 4           | «Cambio de rumbo»           | Jorge Torregrossa | 15 de octubre de 2017    | 67 000 (0,4%) |
| 5           | 5           | «Una nueva oportunidad»     | Jorge Torregrossa | 22 de octubre de 2017    | —             |
| 6           | 6           | «Escándalo»                 | Gustavo Ron       | 29 de octubre de 2017    | —             |
| 7           | 7           | «Ahora o nunca»             | Gustavo Ron       | 5 de noviembre de 2017   | —             |
| 8           | 8           | «Brigitte Bardot»           | Álvaro Ron        | 12 de noviembre de 2017  | —             |
| 9           | 9           | «París, Je t'aime»          | Gustavo Ron       | 19 de noviembre de 2017  | —             |
| 10          | 10          | «El último adiós»           | Gustavo Ron       | 26 de noviembre de 2017  | —             |

### Segunda temporada (2018)
| N.º (serie) | N.º (temp.) | Título                       | Director(es)      | Fecha de emisión en #0   | Audiencia |
| ----------- | ----------- | ---------------------------- | ----------------- | ------------------------ | --------- |
| 11          | 1           | «Un encargo singular»        | Gustavo Ron       | 13 de septiembre de 2018 | —         |
| 12          | 2           | «Una operación de riesgo»    | Gustavo Ron       | 14 de septiembre de 2018 | —         |
| 13          | 3           | «Una visita inesperada»      | Gustavo Ron       | 21 de septiembre de 2018 | —         |
| 14          | 4           | «El pasado siempre vuelve»   | Jorge Torregrossa | 21 de septiembre de 2018 | —         |
| 15          | 5           | «Cuando menos te lo esperas» | Jorge Torregrossa | 28 de septiembre de 2018 | —         |
| 16          | 6           | «Las mil y una noches»       | Gustavo Ron       | 28 de septiembre de 2018 | —         |
| 17          | 7           | «Nuevos amores»              | Gustavo Ron       | 5 de octubre de 2018     | —         |
| 18          | 8           | «Amistades peligrosas»       | Jorge Torregrossa | 5 de octubre de 2018     | —         |
| 19          | 9           | «Una nueva realidad»         | Jorge Torregrossa | 12 de octubre de 2018    | —         |
| 20          | 10          | «Felices fiestas»            | Gustavo Ron       | 12 de octubre de 2018    | —         |

### Especial:Una Navidad para recordar(2019)
| N.º (serie) | N.º (especial.) | Título                      | Director(es)                    | Fecha de emisión en #0  | Audiencia |
| ----------- | --------------- | --------------------------- | ------------------------------- | ----------------------- | --------- |
| 21          | Especial        | «Una Navidad para recordar» | Gustavo Ron y Jorge Torregrossa | 19 de diciembre de 2019 | —         |

## Emisión internacional
Atresmedia, Bambú Producciones y Beta Film llegaron a un acuerdo para la distribución internacional de Velvet. La serie tiene un gran éxito a nivel mundial. Durante el MIPTV (Mercado Internacional de Contenido Audiovisual y Digital) de 2014, celebrado en Cannes, los derechos de Velvet fueron adquiridos por Rai 1 para Italia y por el grupo M6 para Francia, emitiéndola por su canal Téva. Rai tiene además los derechos para una adaptación. En Lituania se empezó a emitir el 1 de junio de 2014, a través del canal LNK. En Rai 1, la ficción también tuvo éxito con una media del 14% de cuota de pantalla y 4 millones de seguidores, y además adquirió la secuela Velvet Colección. En Chile, el canal Chilevisión transmitió la serie en los años 2016 y 2017 y en Argentina, mediante el canal Telefe, se transmitieron las temporadas 1 y 2 de la serie, en septiembre de 2016. Mientras que en Uruguay comenzó su emisión en diciembre de 2016 en Teledoce. El 31 de marzo de 2021 es estrenado por primera vez en Perú vía Global Televisión.
De 2014 a 2022 se ha emitido en todos los países pertenecientes a Hispanoamérica todos los capítulos en abierto de Velvet y Velvet Colección en versión original.

### España
Velvet: de 2014 a 2016 se emitió la serie en Antena 3. Desde 2016 la serie está disponible en Atresplayer.
Velvet Colección: desde octubre de 2017 la serie está disponible en Movistar + y Atresplayer.
Velvet en Nova a partir de martes 8 de enero de 2024 de 19:30 a 21:00 de lunes a jueves a razón de un capítulo por día emiten la serie Velvet y en cuanto emiten el último capítulo el día siguiente emiten Velvet Colección. Por primera vez se podrá ver en TV en abierto Velvet Colección en España.